# Jeune Espagnole
Jeune Espagnole est un tableau réalisé en 1921 par le peintre français Henri Matisse. Cette huile sur toile représente une femme espagnole en costume traditionnel, éventail à la main, debout dans un intérieur décoré. Léguée par Albert Marquet, l'œuvre fait partie des collections du musée national d'Art moderne, à Paris. Elle se trouve en dépôt au musée des Beaux-Arts de Bordeaux, à Bordeaux, depuis le 25 octobre 1961.